# النظرية المالروفية في أصالة شكسبير

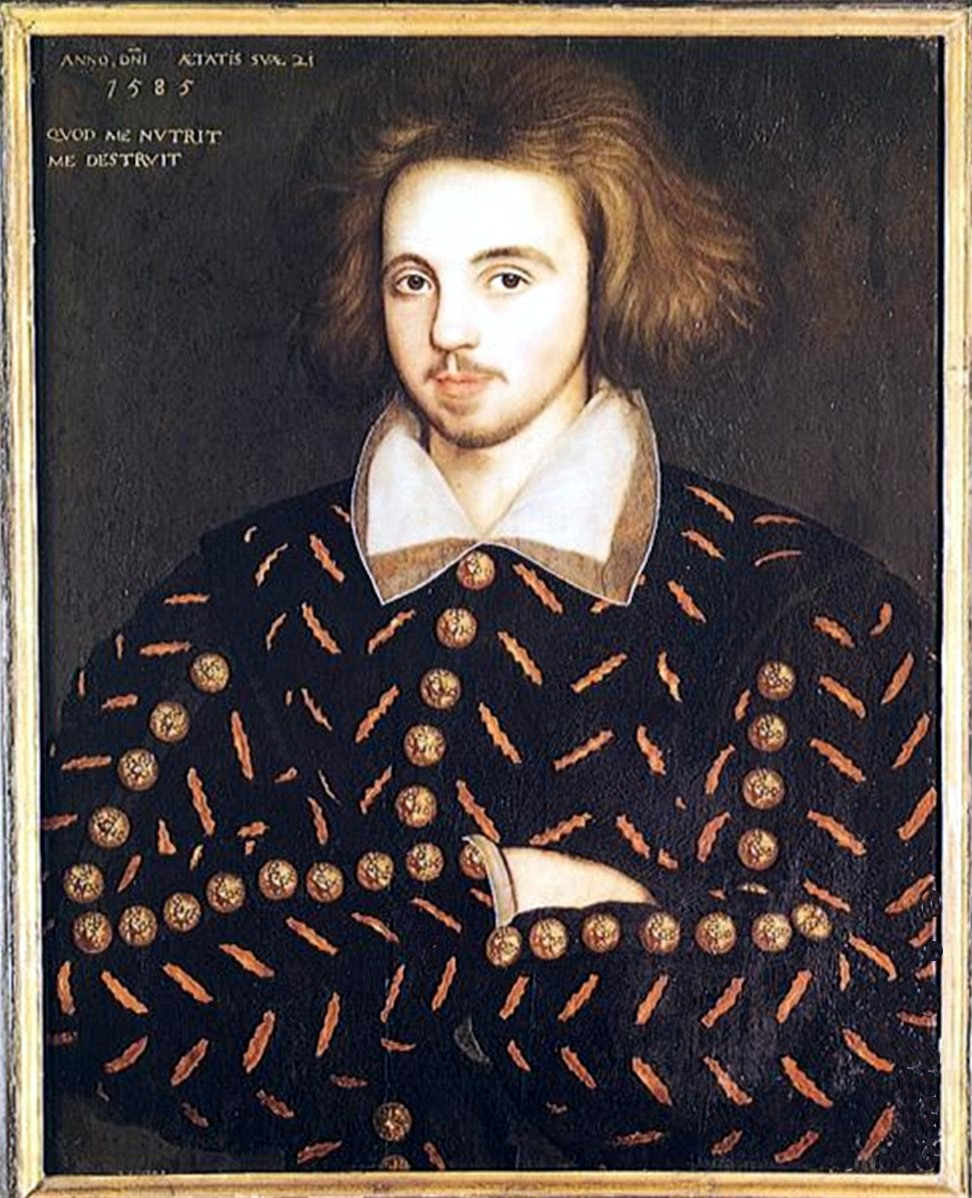
صورة جدارية (وليم شكسبير)

ترى النظرية المالروفية في أصالة شكسبير أن الشاعر وكاتب المسرحيات الإليزابيثي كريستوفر مالرو كان الكاتب الأساسي للقصائد والمسرحيات التي تُنسب إلى وليم شكسبير. إضافة إلى ذلك، تقول النظرية إن مالرو لم يتوفى في ديتفورت يوم 30 مايو 1593، كما تنص السجلات التاريخية، بل زُورت وفاته.
يقيم المالروفيون (كما يُسمى أولئك الذين ينتسبون إلى النظرية عادة) حجتهم على تضاربات مفترضة محيطة بوفاة مارلو المذكورة في التقارير وعلى التأثير الكبير الذي، وفقًا لمعظم الباحثين، حملته أعمال مارلو على أعمال شكسبير. يشيرون أيضًا إلى مصادفة أن أول مرة ارتبط فيها اسم ويليم شكسبير بأي عمل أدبي، ورغم كونهما مولودين بفارق شهرين فقط، كانت نشر فينوس وأدونيس بعد أسبوع أو اثنين فقط من وفاة مارلو.
الحجة ضد ذلك هي أن ستة عشر محلفًا في تحقيق أجراه قاضي التحقيق الشخصي للملكة قبلوا وفاة مارلو على أنها حقيقة، وأن الجميع على ما يبدو اعتقدوا أنه كان ميتًا آنذاك، وأنه لا توجد أدلة مباشرة تدعم فكرة نجاته بعد 1593. في حين توجد أوجه تشابه بين أعمالهما، يُقال إن أسلوب مارلو ومفرداته ومجازه ونقاط ضعفه الظاهرة –ولا سيما في كتابة الكوميديا- تختلف عن أعمال شكسبير اختلافًا يجعلها لا تتوافق مع ادعاءات المارلوفيين. إن تقارب الأدلة الوثائقية من النوع الذي يستخدمه الأكاديميون للإسناد التأليفي –صفحات العناوين، وشهادة الشعراء والمؤرخين المعاصرين الآخرين، والسجلات الرسمية- يرسخ ترسيخًا كافيًا لأصالة شكسبير الستراتفوردي لدى الأغلبية الساحقة من الباحثين والمؤرخين الأدبيين الشكسبيريين، الذين يُعتبرون النظرية المالروفية، مثل جميع النظريات البديلة الأخرى في أصالة شكسبير، نظرية هامشية.

## المؤيدون
في أغسطس 1819، اقترح كاتب مجهول لمجلة المراجعة الشهرية، أور ليتيراري جورنال أن ’كريستوفر مارلو‘ ربما يكون اسمًا مستعارًا استخدمه شكسبير لبعض الوقت، وطُورت هذه الفكرة أكثر في نفس المجلة في سبتمبر 1820، مشيرًا إلى «اختفاء شكسبير من جميع أبحاث السيرة الذاتية فقط في اللحظة التي ظهر فيها مارلو لأول مرة على المسرح، وكيف ظهر من جديد باسمه الصحيح» بعد وقت قصير من التقارير الأولى عن وفاة مارلو. بعبارة أخرى، جادلوا في أن شخصًا واحدًا فقط كان الكاتب الأساسي لشرائع مارلو وشكسبير.
اقترح في البدء ترشيح مارلو توماس ويليام وايت، الحائز على ماجستير الآداب، في كتاب هوميروسنا الإنجليزي، أو شكسبير من الناحية التاريخية الصادر عام 1892، باعتباره عضوًا في مجموعة من المؤلفين. كان ويلبر جي. زيغلر أول شخص اقترح أن أعمال شكسبير كانت بصورة أساسية من تأليف مارلو، وقد قدم قضيته في مقدمة روايته الصادرة عام 1895، كان مارلو: قصة سر دام ثلاثة قرون، التي خلقت سردًا تخيليًا حول كيفية حدوث المغالطة. في الذكرى المئوية لوفاة شكسبير، عام 1916، أيد هنري واترسون، المحرر الحائز على جائزة بوليتزر في صحيفة كوريه جورنال بلويزفيل، النظرية المالروفية أيضًا باستخدام رواية خيالية عن الطريقة التي ربما حدثت بها. كتب آرتشي وبستر أول مقالة متفردة بالموضوع في 1923. نُشرت الثلاث قبل اكتشاف ليزلي هوستون في عام 1925 التحقيق في وفاة مارلو، لكن منذ ذلك الحين، نُشرت كتب عديدة تدعم الفكرة، وربما الكتابان الأكثر تأثيرًا هما كتابا كالفن هوفمان (1955) وأيه. دي. رايت (1994). تمحورت حجة هوفمان الرئيسة حول التشابهات بين أسلوبي الكاتبين، ولا سيما في استخدام أساليب تعبير أو أفكار متشابهة، تُسمى «تجانسات». تعمقت رايت، بعد وبستر، أكثر في ما رأته المعنى الحقيقي لسونيتات شكسبير.
ربما يجب أن تُضاف مساهمتهم إلى مساهمة مايكل روبو، وهو صانع أفلام وثائقية أمريكي أنتج في عام 2001 الفيلم التلفزيوني جعجعة وطحن الذي يستكشف فيه النظرية المالروفية ببعض التفصيل، وإنشاء جمعية مارلو- شكسبير الدولية في 2009 والتي استمرت بجذب انتباه الجمهور إلى النظرية.

## وفاة مارلو
بقدر ما هو مقبول عمومًا لدى باحثي الاتجاه السائد، توفي كريستوفر مارلو في 30 مايو 1593 بسبب جرح سكين فوق عينه اليمنى أصابه به إنجرام فرايزر، وهو أحد معارفه كان يتعشى معه. كان قد أمضى النهار مع رجلين آخرين، هما روبرت بولي ونيكولاس سكيريس، في منزل ديتفورد الخاص بإليانور بول، وهي أرملة محترمة يظهر أنها كانت تؤجر الغرفة والمرطبات لمثل هذه الاجتماعات الخاصة.
لكن مع ظهور معلومات جديدة عبر السنين، تغيرت حجة المارلوفيين نفسها بخصوص وفاة مارلو من (1) الظن بأن وفاته في رأيهم، لأنه كتب لاحقًا باسم شكسبير، لا بد أن تكون مزورة، إلى (2) الطعن في تفاصيل التحقيق في محاولة لإظهار أنه لا بد كان خاطئًا، إلى (3) الادعاء بأن الظروف المحيطة بها تقترح أن التزوير هو السيناريو الأرجح، سواء أستمر بكتابة شكسبير أم لا.

### التحقيق
في الأول من يونيو، بعد يومين من مقتله المذكور، أجرى قاضي التحقيق في أسرة الملكة، ويليم دانبي، التحقيق في نفس المنزل، ووجدت هيئة المحلفين المكونة من 16 رجلًا أنه كان دفاعًا عن النفس. سُجل أن جثة «مُزيّن التراجيديين الشهير» هذا، كما سماه روبرت غرين، قد دُفنت في اليوم نفسه بفناء كنيسة سانت نيكولاس بديتفورد، لكن الموقع الدقيق لقبره مجهول. وافقت الملكة على إعفاء فرايزر بعد أربعة أسابيع فقط.
يوافق معظم الباحثين اليوم على أن الحكم الرسمي للتحقيق كان غير صحيح إلى حد ما، وخلصوا إلى أن طعن مارلو لم يكُن دفاعًا عن النفس، مثلما ادعى الشهود، إنما قتلًا عمدًا. يعتقد معظم مؤلفي الكتب أو المقالات المكتوبة حول –أو تتضمن شرحًا- لوفاة مارلو على مدار الأعوام العشرين الماضية أو نحو ذلك، أن الشهود ربما كانوا يكذبون. عادة ما يشيرون إلى أنها كانت جريمة قتل سياسية، مستشهدين بحقيقة أن الشاهدين، روبرت بولي ونيكولاس سكيريس، كانا عملاء بأجر لدى أعضاء الحكومة. وجد بعض المعلقون تفاصيل عملية القتل ذاتها غير مقنعة.
ومع ذلك، لا يكاد يوجد أي اتفاق حول سبب وقوع جريمة القتل هذه أو من يقف وراءها. يقول المارلوفيون إن هذا الخلط سببه أن الباحثين يسألون السؤال الخاطئ. بدلًا من محاولة معرفة سبب مقتله، يجب أن يسألوا لماذا التقى هؤلاء الأشخاص في ذلك المكان المحدد في ذلك اليوم بالذات. تجادل النظرية المارلوفية بأن أكثر الأسباب منطقية لحدوث ذلك اللقاء هو تزوير وفاته.